# Tyler Burge
 (juillet 2019).
Tyler Burge (/ bɜːrd /;), né le 1er janvier 1946 à Atlanta, est professeur distingué de philosophie à l'Université de Californie à Los Angeles (UCLA). Burge a apporté maintes contributions dans de nombreux domaines philosophiques, notamment la philosophie de l’esprit, la philosophie de la logique, l’épistémologie, la philosophie du langage et l’histoire de la philosophie.

## Éducation et carrière
Burge a obtenu son doctorat en philosophie de l'Université de Princeton en 1971 où il a travaillé avec Donald Davidson et John Wallace. Il a rejoint la faculté UCLA cette année-là (1971) et y a enseigné depuis. Il a également été professeur invité à l'Université Stanford, à l'Université Harvard et au MIT (Massachusetts Institute of Technology). Il est élu membre de l'Académie américaine des arts et des sciences depuis 1993 et membre correspondant de la British Academy depuis 1999. Il était le récipiendaire du prix Jean Nicod de 2010.